# Heterachthes picturatus
Heterachthes picturatus là một loài bọ cánh cứng trong họ Cerambycidae.